# كورت ووكر
كورت ووكر (بالإنجليزية: Kurt Walker) (7 مارس 1995 بليسبورن في المملكة المتحدة - ) هو ملاكم أيرلندي.

## روابط خارجية
- كورت ووكر على موقع بوكس ريك (الإنجليزية) (registration required)
- كورت ووكر على موقع اللجنة الأولمبية الدولية (الإنجليزية)
- كورت ووكر على موقع أوليمبيديا (الإنجليزية)
- كورت ووكر على موقع اللجنة الأولمبية الأيرلندية (الإنجليزية)